# Loi Jospin
La loi d'orientation sur l'éducation du 10 juillet 1989, dite aussi loi Jospin (du nom du ministre de l'Éducation nationale Lionel Jospin), est une loi qui modifie largement le fonctionnement du système éducatif français.
Elle se compose d'un article premier qui n'est rattaché à aucun titre et de six titres :
- la vie scolaire et universitaire ;
- les personnels ;
- les établissements d'enseignement ;
- les organismes consultatifs ;
- l'évaluation du système éducatif ;
- dispositions diverses.

Elle est accompagnée en annexe d'un rapport d'orientation (comme le sont en principe toutes les lois d'orientation).

## Contexte et préparation
La loi est élaborée et votée dans un contexte d'urgence marqué notamment par l'accroissement des effectifs dans les lycées et les universités et les difficultés de recrutement d'enseignants des années 1986-1992.
Les membres du cabinet Jospin qui ont préparé la loi sont majoritairement issus de filières de recrutement administratives et ne sont pas des experts en pédagogie. Le discours pédagogique n'est néanmoins pas totalement absent au sein du cabinet, mais il est principalement porté par deux conseillers, Claude Allègre et Jean Ferrier. Les témoignages concordent sur le fait que Claude Allègre « était vraiment le penseur » au sein du cabinet. Il est l’inspirateur du Conseil national des programmes qui doit réunir inspecteurs et universitaires sur la mise à jour des connaissances à enseigner. 
Selon Sylvie Aebischer, « la rénovation du système éducatif que propose l’équipe Jospin se définit par opposition à son fonctionnement traditionnel comme aux canons de l’excellence scolaire classique. » Elle considère que les membres de ce cabinet n’entretenaient pas de relations figées à l’état antérieur du système éducatif, et, de ce fait, envisageaient favorablement une rénovation des pratiques scolaires parce que leur parcours ne les avait pas attachés à l’idéal classique d’excellence scolaire. Ces fonctionnaires dont le recrutement a résulté d’un parcours moins classique se rapprocheraient d'un type étudié par Jean-Michel Chapoulie qui les décrit entre autres « comme ne déplorant ni l’abandon des exigences dans les programmes, ni la baisse de niveau des élèves, et comme favorables à une extension des activités du professeur vers des fonctions d’animation socioculturelle. »
Cette conception est également partagée par ce que Sylvie Aebischer appelle le groupe des « héritiers », constitué d'Olivier Schrameck, Pierre Moscovici, Roland Peylet et Claude Allègre qui ont en commun avec les « méritocrates » d’entretenir un rapport à l’institution scolaire décalé par rapport aux canons de l’excellence classique. Ainsi, Olivier Schrameck qui défend une vision des connaissances comme « apprentissage de la vie sociale » en se gaussant « des historiens aux connaissances trop pointues ».
Enfin, la loi est aussi le résultat d'un certain rapport du Parti socialiste à l'éducation et de ses relations avec les syndicats enseignants.

## Grands principes et objectifs
Une grande partie de la loi est destinée plus à rappeler ou à instaurer des principes généraux et objectifs qu'à instaurer des modifications précises du fonctionnement.
En particulier, son article 1er a valeur de programme pour le système éducatif tout entier et commence par cette phrase : « L'éducation est la première priorité [sic] nationale. » (Loi Jospin, art. 1er, aujourd'hui Code de l'éducation, art. L. 111-1.)
Le texte est généralement considéré comme essentiellement pédagogique et, selon la formule de son rapport annexe, il a pour objectif de « mettre l’élève au centre du système », une conception de l’enseignement et des pratiques enseignantes, qui semble influencé par les courants des « pédagogies innovantes ». De façon générale, la loi préconise une « pédagogie de contrat » dans laquelle l’élève fixe avec son enseignant des objectifs pour organiser son apprentissage et sa progression.  
La loi dispose que l'élève ou l'étudiant doit être un acteur de sa propre orientation et non la subir.
La loi rappelle l'existence d'une « communauté éducative » déjà affirmée par la loi Haby. Elle insiste sur la nécessité d'intégration des élèves et étudiants handicapés.
Parmi les objectifs de la loi, figure celui de conduire l'ensemble d'une classe d'âge au niveau du certificat d'aptitude professionnelle (CAP) ou du brevet d'études professionnelles (BEP), et 80 % de la même classe d'âge au baccalauréat.
L'empreinte pédagogique se retrouve également dans la réflexion sur les enseignants et leur rapport à l’enseignement. Un des objectifs de la loi d’orientation est de « faire sortir les enseignants de leur réaction proprement disciplinaire face au savoir pour les faire participer à l’éducation des enfants.

## Réformes
La loi organise la scolarité en cycles, trois pour le primaire, deux pour le collège, et des cycles plus ou moins nombreux au lycée selon les filières. Ce nombre de cycles est revu à la baisse avec la réforme des lycées et la réforme du bac pro. Elle crée un Conseil national des programmes pour donner des avis sur les programmes scolaires.
Pour la formation des enseignants, la loi prévoit la création des Instituts universitaires de formation des maîtres (IUFM). Ces établissements publics à caractère administratifs doivent assurer une formation et une culture professionnelle commune à tous les enseignants du primaire et du secondaire. La création du statut de professeur des écoles est la conséquence directe de la création des IUFM.
Le Conseil supérieur de l'Éducation nationale et le Conseil de l'enseignement général et technique fusionnent en une instance unique qui prend le nom de Conseil supérieur de l'éducation. Cette instance perd toutefois son rôle contentieux et disciplinaire à l'égard de l'enseignement supérieur, qui est confié au CNESER.
Les conseils académiques voient leur compétence s'élargir à l'enseignement supérieur et un conseil unique est créé pour l'Île-de-France.
Les écoles, collèges et lycées sont tenus d'élaborer et d'appliquer un projet d'établissement qui détaille la mise en œuvre des objectifs nationaux et les adapte le cas échéant.
La loi précise le statut des Greta, en en faisant des groupements d'intérêt public.

## Évolution
La loi Jospin a été codifiée en 2000 mais ce qu'elle affirme et instaure est encore largement en vigueur.
Les principales modifications apportées par la loi Fillon de 2005 sont :
- le rattachement des IUFM aux universités ;
- la suppression du Conseil national des programmes.

## Analyses et controverses
La loi a suscité de nombreuses controverses concernant la formation des maîtres, le concept de « l'élève au centre de l'école », les cycles, la scolarisation précoce des enfants.
Quinze ans après, en 2004, certains initiateurs de la loi en tirent un bilan « globalement positif, même si beaucoup de projets n'ont pas abouti. » La loi a revalorisé les salaires des enseignants et permis de recruter des professeurs. Néanmoins, les Instituts universitaires de formation des maîtres (IUFM), « le gros morceau de la loi » se retrouvent toujours au cœur de toutes les oppositions qui fracturent le corps enseignant, notamment entre « pédagogues » et « républicains », ces derniers dénonçant « la transformation des professeurs en animateurs socioculturels et des établissements en " lieux de vie " ». Enfin, alors  que le ministre de l'Education était censé présenter annuellement un rapport sur l'application de la loi (art. 25), nul rapport n'a jamais été présenté.